# Santa Cruz (Sonora)
Santa Cruz é um município do estado de Sonora, no México, situado ao norte do mesmo, próximo à fronteira com os Estados Unidos. Possuía 1.038 habitantes em 2010.